# Efim Jourist
Efim Jourist (* 13. Januar 1947 in Kamjanez-Podilskyj; † 13. Januar 2007 in Hamburg) war ein ukrainischer Komponist, Akkordeonist und Bajan-Spieler.

## Leben

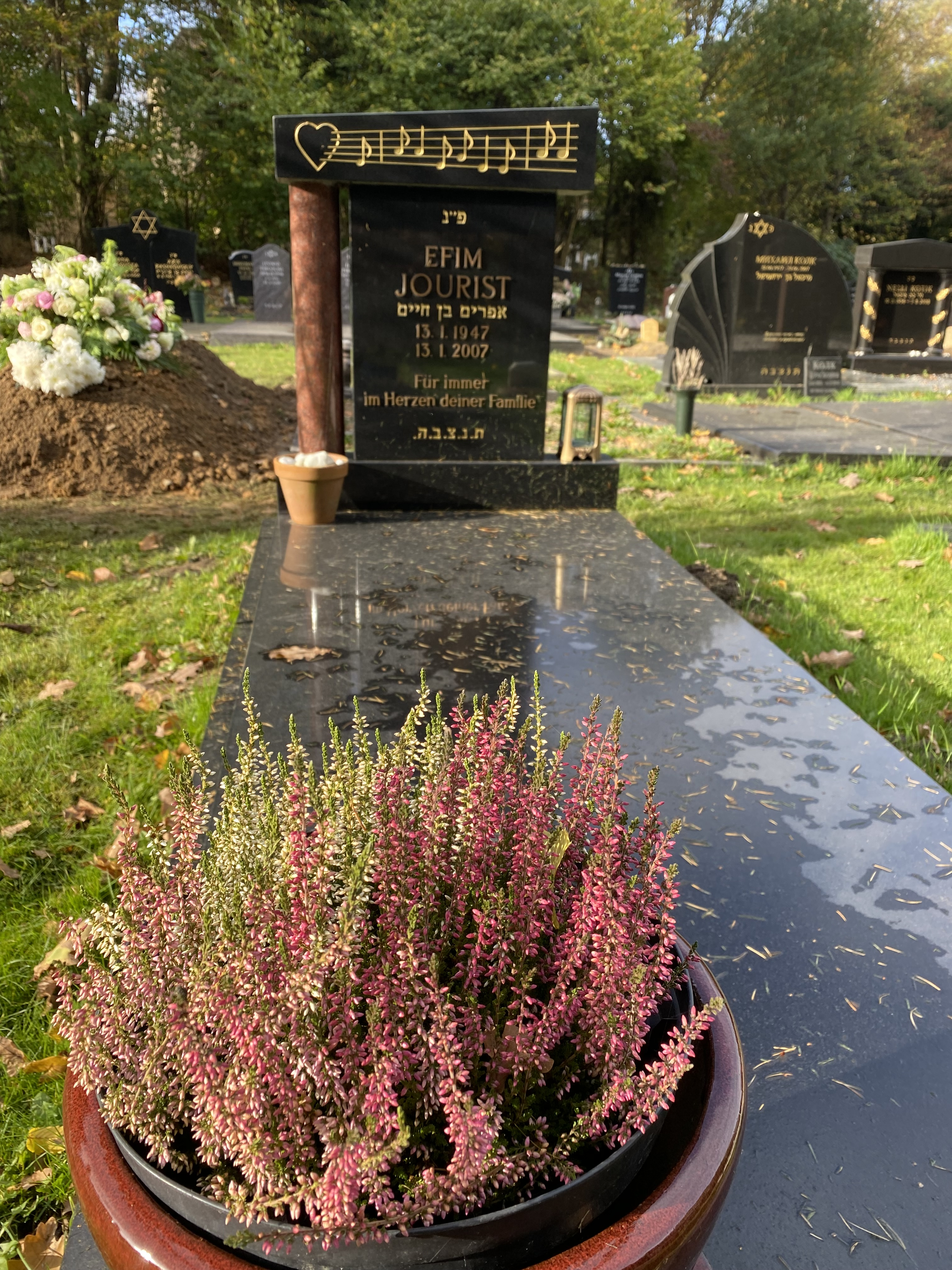
Grabstätte

Efim Jourist wurde in Kamjanez-Podilskyj geboren. Ab 1966 studierte er an der Musikhochschule Gorki und machte dort die Bekanntschaft des Komponisten Nikolai Tschaikin, was großen Einfluss auf seine musikalische Entwicklung hatte. Nach seinem Abschluss 1971 wurde Jourist Solist in der Krasnojarsker Philharmonie und begann seine internationale Konzerttätigkeit.
1992 zog er mit seiner Familie nach Deutschland, wo er neben Soloauftritten auch mit dem Efim Jourist Quartett auf Festivals wie dem Rheingau Musik Festival oder dem MDR-Musiksommer spielte. Das Quartett setzt sich zusammen aus Bajan, Violine, Gitarre und Kontrabass und bildet mit Marimbaphon/Vibraphon und Schlagzeug zusätzlich das Efim Jourist Ensemble. Neben den Bearbeitungen hauptsächlich sowjetischer Komponisten für seine Ensembles komponierte er für Bajan und Orchester.
Efim Jourist starb genau an seinem 60. Geburtstag an Krebs in Hamburg. Seine letzte Ruhestätte erhielt er auf dem Jüdischen Friedhof Ohlsdorf.

## Werke

### Orchester
- Carmen-Fantasie (1998)

Georges Bizet, für Bajan und Orchester
- Hommage à Astor Piazzolla (1996)

für Orchester
- Hummelflug (Schwarzäugige Hummel) (1995)

Nikolai Rimski-Korsakow, für Bajan und Orchester
- La Russie (1995)

Tango-Rhapsodie für Bajan & Orchester
- La Russie (1995)

Tango-Suite für Bajan & Orchester
- Pavane

für Streichorchester
- Vier Jahreszeiten (2006)

Astor Piazzolla, für Bajan & Kammerorchester
- Ein weiter Weg (2006)

Boris Fomin, für Bajan & Kammerorchester
- Drei Konzertstücke

für Kammerorchester
- Samba

Bajan & Orchester
- Walzer

Iosif Ivanovici, für Bajan & Orchester

### Sextett
Kompositionen und Bearbeitungen für Bajan, Violine, Gitarre, Kontrabass, Drums & Schlagzeug
- Russische Rhapsodie (2000)
- Chor aus der Oper „Boris Godunow“ (2000)

Modest Mussorgski
- Krakowjak (2000)

Michail Glinka
- Walzer (2000)

Iosif Ivanovici
- Lyrische Quadrille (2000)

Traditional
- Die Lerche (2000)

Traditional
- Die Moritat von Mackie Messer (2000)

Kurt Weill
- Träumerei (2000)
- Brasiliana (2000)
- Suliko (2001)
- Suite Nr. 2 für Jazzorchester (2003)

(Suite Nr. 2 for variety orchestra) Dmitri Schostakowitsch
- Bilder einer Ausstellung (2003)

Modest Mussorgski
- Marcia alla Turca (2006)

Ludwig van Beethoven

### Quartett
Kompositionen und Bearbeitungen für Bajan, Violine, Gitarre & Kontrabass
- Bilder aus dem alten Russland (1995)
- Hommage à Astor Piazzolla (1995)
- Ich danke dir, mein Herz (1995)
- Russische Rhapsodie (1995)
- La Russie (1995)

Tango-Konzert
- Ein weiter Weg (2000)

Boris Fomin
- Tango Pizzicato (2001)
- Rondo Capriccioso (2003)

nach Felix Mendelssohn Bartholdys Rondo für Klavier Op. 33
- Auf der Woge meiner Erinnerung (2006)

### Kammermusik
- Korobejniki (1980)

russische Volksweise für Bajan solo
- Moldavia Chora (1983)

russische Volksweise für Bajan solo
- Polowetzer Tänze (1998)

aus der Oper Fürst Igor von Alexander Borodin für Bajan solo
- Lesginka (2000)

Aram Chatschaturjan, für Bajan, Horn, Violine, Drums, Schlagzeug, Gitarre & Kontrabass
- Lied der Don Kosaken (2000)
- Elegie (2002)

für Klavier
- Die Schamanin (2002)

für Flöte, Sopransaxophon, Bassklarinette, Drums, Bajan, Klavier, Violoncello & Kontrabass
- Toccata (2002)

für Flöte, Bassklarinette, Drums, Bajan, Klavier, Violoncello & Kontrabass
- Erinnerung an Buenos Aires (2002)

für Bassklarinette, Drums, Klavier, Violoncello & Kontrabass
- Russische Taverne (Dialog zweier Trinker)

für Violine & Klavier

### Vokalwerk
- Sechs Lieder nach Gedichten von Heinrich Heine (2002)

für Singstimme, Klavier/Bajan, Violine, Gitarre & Kontrabass